# Meterconventie

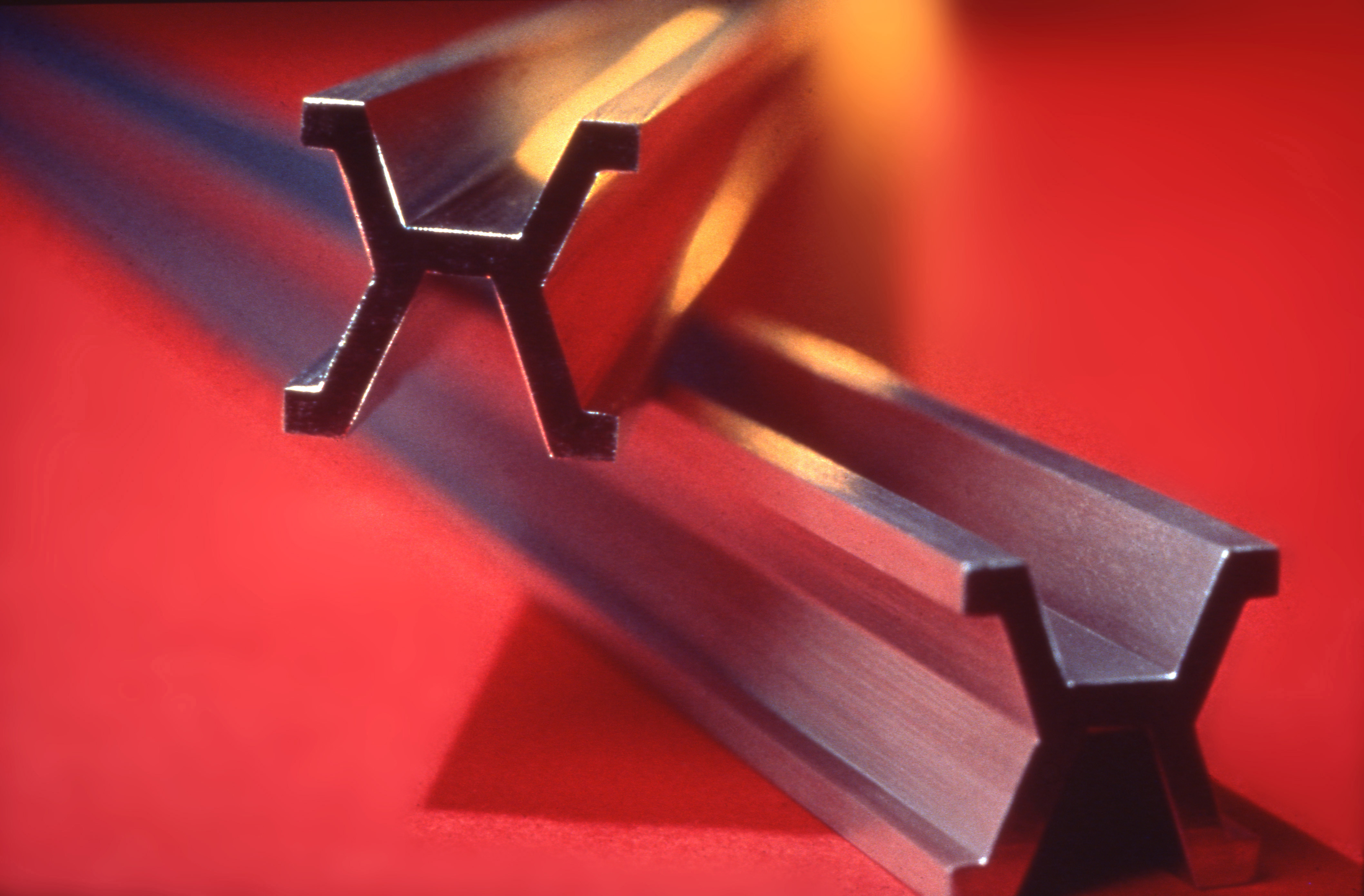
Internationaal prototype van de meter, een staaf van 90% platina en 10% iridium. Het was de standaard tot 1960 (NIST).

De Meterconventie (Frans: Convention du Mètre) is een op 20 mei 1875 getekend internationaal verdrag. Met dit verdrag werden drie organisaties in het leven geroepen met als doel internationaal tot standaardisering van gewichten en maten te komen. Het verdrag werd in 1875 door 17 staten ondertekend. In januari 2021 hadden 63 landen het verdrag ondertekend. In 1921 werd het verdrag aangepast tijdens de 6e CGPM. In 1960 werd het SI-stelsel ingevoerd.
De conventie richtte drie organisaties op:
- Algemene conferentie over gewichten en maten (Conférence générale des poids et mesures, afgekort CGPM), een om de vier tot zes jaar gehouden conferentie tussen afgevaardigden van alle lidstaten.
- Internationaal bureau van gewichten en maten (Bureau international des poids et mesures, afgekort BIPM), een internationaal metrologisch centrum in Sèvres, Frankrijk.
- Internationaal comité voor gewichten en maten (Comité international des poids et mesures, afgekort CIPM), een comité dat jaarlijks vergadert in het BIPM.

## Lidstaten
Alle landen die de conventie ondertekend hebben, met tussen haakjes het jaartal van ondertekening:
- Argentinië (1877)
- Australië (1947)
- België (1875)
- Brazilië (1921)
- Bulgarije (1911)
- Canada (1907)
- Chili (1908)
- China (1977)
- Colombia (2013)
- Denemarken (1875)
- Duitsland (1875)
- Ecuador (2019)
- Egypte (1962)
- Estland (2021)
- Finland (1923)
- Frankrijk (1875)
- Griekenland (2001)
- Hongarije (1925)
- India (1957)
- Indonesië (1960)
- Irak (2013)
- Iran (1975)
- Ierland (1925)
- Israël (1985)
- Italië (1875)
- Japan (1885)
- Kazachstan (2008)
- Kenia (2010)
- Kroatië (2008)
- Litouwen (2015)
- Maleisië (2001)
- Marokko (2019)
- Mexico (1890)
- Montenegro (2018)
- Nederland (1929)
- Nieuw-Zeeland (1991)
- Noorwegen (1875)
- Oekraïne (2018)
- Oostenrijk (1875)
- Pakistan (1973)
- Polen (1925)
- Portugal (1876)
- Roemenië (1884)
- Rusland (1875)
- Saoedi-Arabië (2011)
- Servië (1879)
- Singapore (1994)
- Slovenië (2016)
- Slowakije (1922)
- Spanje (1875)
- Thailand (1912)
- Tsjechië (1922)
- Tunesië (2012)
- Turkije (1875)
- Uruguay (1908)
- Verenigd Koninkrijk (1884)
- Verenigde Arabische Emiraten (2015)
- Verenigde Staten (1878)
- Wit-Rusland (2020)
- Zuid-Afrika (1964)
- Zuid-Korea (1959)
- Zweden (1875)
- Zwitserland (1875)